# Iaroslaveț, Kroleveț
Iaroslaveț (în ucraineană Ярославець) este localitatea de reședință a comunei Iaroslaveț din raionul Kroleveț, regiunea Sumî, Ucraina.

## Demografie
Componența lingvistică a localității Iaroslaveț
     Ucraineană (99,03%)
     Alte limbi (0,97%)
Conform recensământului din 2001, majoritatea populației localității Iaroslaveț era vorbitoare de ucraineană (99,03%), existând în minoritate și vorbitori de alte limbi.